# 金東彬
金東彬（韓語：김동빈 英語：Kim Dong Bhin，2001年3月19日—）天加一文化傳媒練習生，曾參加 PRODUCE 101 第二季(2017年)止步於58名，2019年再次參加 PRODUCE X 101第4季止步於27位，後在2023年參加《亞洲超星團》。

## 電視節目（TVB）
- 2023年：《亞洲超星團》
- 2024年：《獎門人春節感謝祭》[5]

## 链接
金東彬的新浪微博